# Ernst August, kronprins av Hannover
För andra personer med liknande namn se Ernst August av Hannover (olika betydelser).

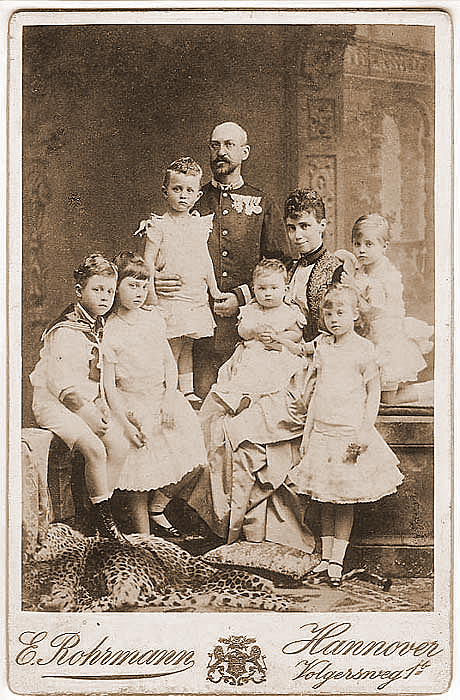
Ernst August med familj

Kronprins Ernst August av Hannover, 3:e hertig av Cumberland och Teviotdale, (Ernst August Wilhelm Adolf Georg Friedrich), född 21 september 1845 och död 14 november 1923, var äldsta barn och ende son till kung Georg V av Hannover och hans hustru Marie av Sachsen-Altenburg. Ernst August berövades Hannovers tron vid Preussens annektering 1866 och senare hertigdömet Braunschweig 1884. Trots att han var den äldsta ättlingen på manssidan till kung Georg III, blev han också fråntagen sin brittiska pärsvärdighet för att han ställde sig på Tysklands sida under första världskriget.

## Barndom
Han föddes med titeln Hans kungliga höghet prins Ernst August Wilhelm Adolf Georg Friedrich av Hannover, hertig av Braunschweig och Lüneburg, prins av Storbritannien och Irland, i Hannover när hans farfar kung Ernst August regerade. Han blev kronprins av Hannover när hans far besteg tronen som kung Georg V i november 1851. Kung Vilhelm I av Preussen och hans ministerpresident Otto von Bismarck avsatte Georg V eftersom denne hade tagit det besegrade Österrikes sida i det tyska enhetskriget 1866. Under det kriget deltog Ernst August vid slaget vid Langensalza.

## Exil
Efter kriget slog sig den före detta kungafamiljen ner i Hietzing, nära Wien, men vistades mycket i Paris. Georg V övergav aldrig kravet på Hannovers tron och bekostade med egna pengar en legion. Den före detta kronprinsen reste mycket under den här perioden. När han besökte släktingen Albert Edward, prins av Wales (senare kung Edvard VII) på Sandringham 1875, mötte han prinsessan Thyra av Danmark, yngsta dotter till kung Kristian IX och syster till prinsessan av Wales (senare drottning Alexandra).

## Efterträdde fadern
När exkung Georg V dog i Paris den 12 juni 1878 efterträdde Ernst August honom som hertig av Cumberland och Teviotdale samt earl av Armagh. Drottning Viktoria gjorde honom till riddare av Strumpebandsorden den 1 augusti 1878. Den 22 december 1878 gifte han sig med prinsessan Thyra i Köpenhamn.

## Hertigdömet Braunschweig
Drottning Viktoria utnämnde Ernst August till generalmajor i brittiska armén 1886 och befordrade honom till generallöjtnant 1892 och general 1898. Trots att han var en brittisk adelsman och en prins av Storbritannien och Irland, så såg han sig själv som en landsflyktig tysk monark. Han slog sig ner i Gmunden i Österrike. Han ville inte lägga ner kraven på Hannovers tron. När den avlägsne släktingen hertig Vilhelm av Braunschweig dog 1884, blev Ernst August arvinge till hertigdömet Braunschweig. Bismarck fråntog honom arvsrätten till Braunschweig då han inte ville avstå från sina tronanspråk på kungakronan i Hannover, precis som skett med hans fars tron, och förklarade tronen tom och satte den under preussisk överhöghet. 1906 överlät han tronanspråken i Braunschweig på sin son Ernst August.

## Försoning
Ernst August försonades delvis med dynastin Hohenzollern 1913, när hans son prins Ernst August gifte sig med Viktoria Luise av Preussen, enda dotter till kejsar Vilhelm II, sonsonen till den preussiske kung som avsatt hans far. Han avsade sig rätten till hertigdömet Braunschweig (som sedan 1235 hade tillhört huset Welf) den 24 oktober 1913. I utbyte blev sonen Ernst August regerande hertig av Braunschweig den 1 november. Den yngre hertigen Ernst August abdikerade från sin tron tillsammans med alla andra tyska furstar i november 1918.

## Krig
När första världskriget bröt ut skapades en spricka mellan den brittiska kungafamiljen och hannoversläktingarna. Den 13 maj 1915 gav kung Georg V av Storbritannien order om att hertigen av Cumberland skulle strykas från rullorna över riddare av Strumpebandsorden. Enligt lagen om berövande av titlar Titles Deprivation Act 1917, den 28 mars 1919 ströks hans namn i listan över adelsmän i Storbritannien eftersom han "bar vapen mot Storbritannien."

## Ålderdom
Prins Ernst August, den före detta kronprinsen av Hannover och hertigen av Cumberland, dog av en stroke på sin egendom i Gmunden, Österrike, i november 1923.

## Barn
1. Marie-Louise av Cumberland (1879-1948) gift med prins Max av Baden.
2. Georg Wilhelm av Cumberland (1880-1912) omkom i bilolycka.
3. Alexandra av Hannover (1882-1963) gift med Fredrik Frans IV av Mecklenburg-Schwerin
4. Olga av Cumberland (1884-1958) ogift
5. Christian av Cumberland (1885-1901)
6. Ernst August (1887-1953)